# Funció Crystal Ball

Exemples de la funció Crystal Ball.

La funció Crystal Ball (funció "Bola de Cristall") és una funció de densitat de probabilitat generalment utilitzada per a modelitzar ressonàncies de partícules en física d'altes energies. Rep el seu nom de la col·laboració experimental Crystal Ball que la va emprar per primer cop. La funció està composta d'una part central Gaussiana i d'una cua esquerra de tipus llei de potència, a partir d'un llindar determinat. La funció i la seva primera derivada són continues.
La funció Crystal Ball ve donada per l'expressió:
{\displaystyle f(x;\alpha ,n,{\bar {x}},\sigma )=N\cdot {\begin{cases}\exp(-{\frac {(x-{\bar {x}})^{2}}{2\sigma ^{2}}}),&{\mbox{for }}{\frac {x-{\bar {x}}}{\sigma }}>-\alpha \\A\cdot (B-{\frac {x-{\bar {x}}}{\sigma }})^{-n},&{\mbox{for }}{\frac {x-{\bar {x}}}{\sigma }}\leqslant -\alpha \end{cases}}}
On
{\displaystyle A=\left({\frac {n}{\left|\alpha \right|}}\right)^{n}\cdot \exp \left(-{\frac {\left|\alpha \right|^{2}}{2}}\right)},
{\displaystyle B={\frac {n}{\left|\alpha \right|}}-\left|\alpha \right|},
{\displaystyle N={\frac {1}{\sigma (C+D)}}},
{\displaystyle C={\frac {n}{\left|\alpha \right|}}\cdot {\frac {1}{n-1}}\cdot \exp \left(-{\frac {\left|\alpha \right|^{2}}{2}}\right)},
{\displaystyle D={\sqrt {\frac {\pi }{2}}}\left(1+\operatorname {erf} \left({\frac {\left|\alpha \right|}{\sqrt {2}}}\right)\right)}.
La constant {\displaystyle N} és un factor de normalització i {\displaystyle \alpha }, {\displaystyle n}, {\displaystyle {\bar {x}}} i {\displaystyle \sigma } són paràmetres lliures a determinar a partir de les dades. erf és la funció error.